# ベストスキー (NHK)
ベストスキーはNHK教育テレビ『趣味講座』および『趣味百科』で放送されていた趣味講座番組。

## 第1期
- 放送期間：1985年12月3日 - 1986年4月1日
- 放送時間
  - 1985年12月 - 1986年4月 火曜19:30-20:00／土曜18:00-18:30
  - 1987年12月 - 1988年3月 月曜19:30-20:00／土曜17:30-18:00
- 講師：平沢文雄

放送リスト
1. 1985年12月3日 ゲレンデへの招待
2. 1985年12月10日 安全に確実に
3. 1985年12月17日 スキーをまわす
4. 1985年12月24日 小まわり 1 V字形でまわる
5. 1986年1月7日 小まわり 2 リズムを大切に
6. 1986年1月14日 小まわり３ ストックをタイミングで
7. 1986年1月21日 小まわり４ スピーディにスムーズに
8. 1986年1月28日 小まわり５ より力強く
9. 1986年2月4日 大まわり１ ターンを長く
10. 1986年2月11日 大まわり２ 外足に乗る
11. 1986年2月18日 大まわり３ リズムをつくる
12. 1986年2月25日 大まわり４ 踏みかえを力強く
13. 1986年3月4日 ターンを自在に
14. 1986年3月11日
15. 1986年3月18日 スピードのコントロール
16. 1986年3月25日 コブに慣れる
17. 1986年4月1日 スキーは楽し

## 第2期 中級編
- 放送期間：1988年12月6日 - 1989年3月28日
- 放送時間
  - 1988年12月 - 1989年3月 火曜19:30-20:00／土曜18:00-18:30
  - 1989年12月 - 1990年3月 火曜19:30-20:00／土曜18:00-18:30
- 講師：平沢文雄

放送リスト
1. 1988年12月6日 スキーはリズムで
2. 1988年12月13日 ハの字でリズムを プルーク
3. 1988年12月20日 リズムでターン プルークボーゲン
4. 1988年12月27日 ヨコからタテのリズムへ シュテムターン
5. 1989年1月10日 ハの字を短く，ニの字を長く シュテム&バレルターン
6. 1989年1月17日 ニの字でスピーディーに パラレルターン
7. 1989年1月24日 ニの字で美しく パラレルターン
8. 1989年1月31日 ニの字で力強く ステップターン
9. 1989年2月7日 リズミックな動きで
10. 1989年2月14日 交互のリズムを
11. 1989年2月21日 ウェーデルンを自在に
12. 1989年2月28日 リズムに乗って大きく，小さく
13. 1989年3月7日 山開きでステップ
14. 1989年3月14日 谷開きでステップ
15. 1989年3月21日 レースにチャレンジ
16. 1989年3月28日 ロングコースにチャレンジ

## 第3期 応用編
- 放送期間：1990年12月7日 - 1991年3月29日
- 放送時間
  - 1990年12月 - 1991年3月 金曜21:30-22:00／月曜15:00-15:30
  - 1991年12月 - 1992年4月 金曜21:30-22:00／月曜14:00-14:30
- 講師：村里敏彰

放送リスト
1. 1990年12月7日 スキーをたのしく オリエンテーション
2. 1990年12月14日 基本を思い出そう 1 山開きシュテムターン
3. 1990年12月21日 基本を思い出そう 2 谷開きシュテムターン
4. 1990年12月28日 エレガントパラレル 1
5. 1991年1月4日 エレガントパラレル 2
6. 1991年1月11日 エレガントパラレル 3
7. 1991年1月18日 軽快ウェーデルン 1
8. 1991年1月25日 軽快ウェーデルン 2
9. 1991年2月1日 自在なリズムで パラレル&ウェーデルン
10. 1991年2月8日 テクニカルプログラム 1 飛躍のためのトレーニング
11. 1991年2月15日 テクニカルプログラム 2 飛躍のためのトレーニング
12. 1991年2月22日 コブなんかこわくない 1
13. 1991年3月1日 コブなんかこわくない 2
14. 1991年3月8日 新雪・湿雪
15. 1991年3月15日 コリドール 飛躍のためのトレーニング
16. 1991年3月22日 ポールにチャレンジ
17. 1991年3月29日 ノンストップスキー 総集編

## 第4期
- 放送期間：1994年1月7日 - 1994年4月1日
- 放送時間
  - 1994年1月 - 1994年4月 金曜21:25-21:55／月曜14:30-15:00
  - 1994年10月 1994年12月 木曜21:25-21:55／金曜14:30-15:00
- 講師：平川仁彦

放送リスト
1. 1994年1月7日 これがパラレルターンだ!
2. 1994年1月14日 ターン技術のしくみ
3. 1994年1月21日 パラレルターンができない!
4. 1994年1月28日 パラレルターンができる! 1
5. 1994年2月4日 パラレルターンができる! 2
6. 1994年2月11日 パラレルターンができる! 3
7. 1994年2月18日 パラレルターンを正確にする 1
8. 1994年2月25日 パラレルターンを正確にする 2
9. 1994年3月4日 パラレルターンがうまくできる! 1
10. 1994年3月11日 パラレルターンがうまくできる! 2
11. 1994年3月18日 いろいろなパラレルターン
12. 1994年3月25日 シチュエーションスキー 1
13. 1994年4月1日 シチュエーションスキー 2